# NGC 5957
NGC 5957은 뱀자리 방향으로 약 1억 광년 떨어진 나선 은하이다. 1865년 4월 29일 하인리히 다레스트에 의해 발견되었다.

## NGC 5970 은하단과의 상호 작용
NGC 5957은 NGC 5970 은하단에 속해 있는데, 이중 에서도 NGC 5956, NGC 5954 등과 상호 작용을 한다. 이 은하단을 통틀어 LGG 401이라고 한다.

## 초신성
현재까지 총 1개의 초신성이 발생하였다.
- SN 2025fvw : la형 초신성으로, 2025년 3월 26일에는 +13.7까지 올라갔다.[6][7]